# Filip Krajinović
Filip Krajinović (Sombor, Srbija, 27. rujna 1992.) profesionalni je srbijanski tenisač. 

## Životopis
Filip Krajinović rođen je u Somboru. Podrijetlom je Hrvat iz Sombora (otac Stjepan, majka Vera, brat Damir, sestra Katarina). Prve teniske korake napravio je u TK ŽAK. Tenis igra od 5 godine. S 13 godina otišao na Floridu na akademiju IMG Bollettieri gdje je ostao do 19 godine. Trenirao je s Mariom Ančićem i njegovim bratom Ivom 2009. i 2010. godine. Bio je velika nada srpskog tenisa. Svojedobno je bio peti junior svijeta, sudionik poluzavršnice Wimbledona i US Opena 2008. Dobio je nadimak Agassi iz Sombora, jer je poznati teniski trener Nick Bollettieri za Krajinovića svojedobno rekao da ga po stilu igre podsjeća na slavnog američkog tenisača Andrea Agassija. Kao mlađi senior imao je zavidne uspjehe. Na Touru mu je najveći uspjeh bio poluzavršnica ATP turnira u Beogradu. Imao je i sreće, zbog bolesti Novak Đoković mu je predao susret u četvrtzavršnici. Sa 17 godina bio je peti član srbijanske reprezentacije u Davisovu kupu na gostovanju u Španjolskoj. Prve mečeve za Srbiju odigrao je 2010. godine na Svjetskom kupu u Düsseldorfu protiv Njemačke i Argentine.
Dok mu je trebalo radi lakših procedura oko dobivanja viza, jer vizni režim za hrvatsku putovnicu bitno je olakšan u odnosu na putovnicu Srbije, sjetio se hrvatskih korijena i 2011. godine izjavio je da je htio uzeti hrvatsku putovnicu. Riješio je sve što je trebalo. Zbog toga se u Hrvatskoj i Srbiji pojavila priča da će 19-godišnji Krajinović prijeći pod hrvatsku zastavu. 2015. godine zaigrao je u Davisovu kupu za Srbiju protiv Hrvatske. Danas putuje sa srpskom putovnicom, i po pisanju beogradskoga lista Večernjih novosti "ističe za sebe da je Srbenda od glave do pete, i da mu nikada ne bi na pamet palo da zaigra za drugu zemlju".
Član je TK ŽAK.

## Nagrade
- Po izboru Sportskog saveza grada Sombora, dobio je nagradu za seniorski vrhunski športski rezultat u 2014. godini.

## Vanjske poveznice
- Profil na stranici ATP World Tour (engl.)
- Profil na stranici ITF Tennis  Arhivirana inačica izvorne stranice od 1. listopada 2013. (Wayback Machine) (engl.)
- Profil na stranici Tennis Explorer (engl.)